# Mont Blanc de Cheilon
De Mont Blanc de Cheilon is een 3870 meter hoge berg in de Walliser Alpen (Zwitserland).
De berg ligt op het eind van het Val des Dix, een voortzetting van het Val d'Heremence. De piramidevormige top is goed te zien vanaf de 285 meter hoge Grande Dixence-dam.
Uitgangspunt voor de beklimming van de berg is de Cabane des Dix (2928 m) die aan de westzijde van de Glacier de Cheillon ligt. De berg laat zich het gemakkelijkst vanuit het westen over de zuidwestelijke graat beklimmen (4½ uur vanaf Cabane des Dix). Tot het panorama vanaf de top behoren bergen als de Matterhorn, Dent Blanche, het Mischabel- en Monte Rosamassief.